# Whitcomb Judson

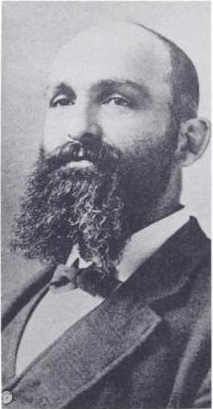
Whitcomb Judson

Whitcomb L. Judson (* 7. März 1846 in Chicago, Illinois; † 7. Dezember 1909) war ein US-amerikanischer Erfinder und der Erfinder des Reißverschlusses.
Ende des 19. Jahrhunderts war er bereits ein erfolgreicher Erfinder mit einem Dutzend Patenten. Um 1890 hatte er das Pneumatic Railway System patentiert. Um 1888/89 war er Handlungsreisender für die Harry L. Earle Manufacturing Company. Harry Earl war auch einer seiner ersten Partner, der ihm Investoren verschaffte.
Judson suchte nach einem Ersatz für die langen Schnürsenkel an Stiefeln. Am 29. August 1893 erhielt er ein Patent auf seinen Reißverschluss, „clasp-locker“ genannt. Obgleich der Prototyp etwas klemmte, funktionierte er. Der Rechtsanwalt und Geschäftsmann Colonel Lewis Walker aus Meadville (Pennsylvania) wurde ein weiterer Partner. Mit ihm zusammen stellte er seinen Reißverschluss im gleichen Jahr auf der Weltausstellung in Chicago aus. Er wurde aber von der Öffentlichkeit ignoriert und ihrer 1894 gegründeten Firma Universal Fastener gelang es nicht, ihn zu vermarkten. Der Reißverschluss und die Maschinen waren zu kompliziert.
1904 vereinfachte Judson das Design, nannte ihn C-curity fastener, der ab dem folgenden Jahr von der neu gegründeten Automatic Hook and Eye Company vermarktet werden sollte. Als auch das misslang, gab Judson auf und Walker übernahm die Leitung der Firma. Walker ernannte seinen Schwager (Peter Aronson) zum General Manager und engagierte den schwedischen Maschinenbauingenieur Gideon Sundback, der Elvira Aronson († 1911) heiratete (andere Angaben, nach denen Gideon Sundback Judsons Schwiegersohn war, sind vermutlich falsch), zum leitenden Designer aufstieg und ein neues Modell, den Plako Fastener entwarf. Nach Judsons Tod wurde der Reißverschluss langsam ein Erfolg. Im Ersten Weltkrieg setzte die US-Armee ihn etwa ab 1917 in größerem Umfang bei der Herstellung wetterfester Kleidung für Lotsen der US Navy ein.